# Zyklos
Zyklos. Jahrbuch für Theorie und Geschichte der Soziologie ist eine seit 2015 erscheinende Schriftenreihe. Sie führt das von 1990 bis zuletzt 2007 erschienene Jahrbuch für Soziologiegeschichte fort und fokussiert auf die Geschichte der Soziologie. Band 7 wurde Mitte 2023 veröffentlicht.
Als Herausgeber der ersten Ausgabe fungierten Martin Endreß, Klaus Lichtblau und Stephan Moebius. Alle folgenden Bände erschienen ohne die herausgeberische Verantwortung von Lichtblau. In den ersten Ausgaben gab es keine Schwerpunktsetzung, von Beginn an gliedert sie sich in folgende Teile: Aufsätze, Nachrichten aus der soziologiegeschichtlichen Forschung, Editionsprojekte, Unveröffentlichtes aus den Archiven sowie Rezensionen bzw. Rezensionsaufsätze.
Das Erscheinen von Zyklos wurde von Volker Kruse begrüßt. Die „Lücke“ der Soziologiegeschichte würde hier gefüllt, die gewählte Struktur könne eine interdisziplinäre Diskussion ermöglichen, ebenso den Gewinn an Informationen über Forschungen außerhalb des deutschsprachigen Raumes. Es handle sich um eine „nützliche Informationsquelle“. Er verband damit die Hoffnung auch auf theoretische Diskussionen und hielt auch die Entwicklung hin zu einer „rein soziologiegeschichtlichen“ Publikation für möglich.
Christian Fleck urteilt über die sechste Ausgabe, dass diese „den Zustand des Forschungsfeldes Geschichte der Soziologie ebenso“ widerspiegle wie die Vorgänger. Er erkennt eine „Vorliebe für deutsch(sprachig)e Untersuchungsgegenstände“, ebenso den Fokus auf einzelne Personen. Er monierte, dass man keine Anregungen durch englischsprachige Disziplinen wie der History of Economic Thought berücksichtige.